# Oudeuil
Oudeuil est une commune française située dans le département de l'Oise en région Hauts-de-France.

## Géographie

### Description
Située entre les communes de La Neuville-sur-Oudeuil, Blicourt et Saint-Omer-en-Chaussée, Oudeuil est répartie entre les hameaux de Grand Oudeuil, du Cabeau et de Ribeauville.

### Communes limitrophes
| La Neuville-sur-Oudeuil |                   | Blicourt |
|                         | Oudeuil           |          |
| Saint-Omer-en-Chaussée  | Milly-sur-Thérain | Pisseleu |

### Hydrographie

#### Réseau hydrographique
La commune est située dans le bassin Seine-Normandie. Elle est drainée par le ruisseau de l'Herperie,.

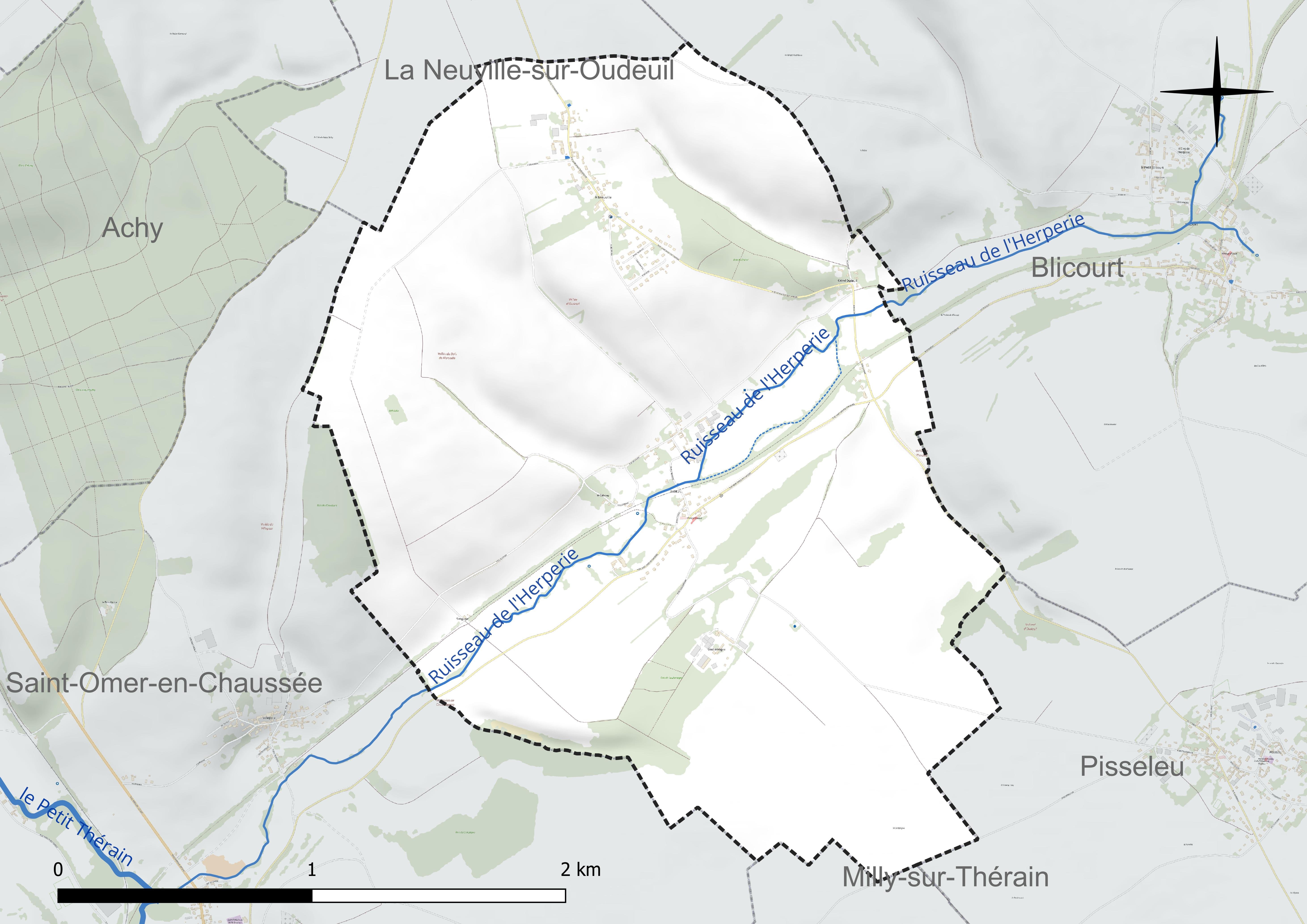
Réseau hydrographique d'Oudeuil.

#### Gestion et qualité des eaux
Le territoire communal est couvert par le schéma d'aménagement et de gestion des eaux (SAGE) « Sensée ». Ce document de planification concerne un territoire de 1 219 km2 de superficie, délimité par le bassin versant du Thérain. Le périmètre a été arrêté le 27 janvier 2023 et le SAGE proprement dit est, en 2024, en cours d'élaboration. La structure porteuse de l'élaboration et de la mise en œuvre est le syndicat intercommunal de la Vallée du Thérain (SIVT). 
La qualité des cours d'eau peut être consultée sur un site dédié géré par les agences de l'eau et l'Agence française pour la biodiversité. 

### Climat
Pour des articles plus généraux, voir Climat des Hauts-de-France et Climat de l'Oise.
En 2010, le climat de la commune est de type climat océanique dégradé des plaines du Centre et du Nord, selon une étude du CNRS s'appuyant sur une série de données couvrant la période 1971-2000. En 2020, Météo-France publie une typologie des climats de la France métropolitaine dans laquelle la commune est exposée à un climat océanique et est dans la région climatique  Nord-est du bassin Parisien, caractérisée par un ensoleillement médiocre, une pluviométrie moyenne régulièrement répartie au cours de l'année et un hiver froid (3 °C). 
Pour la période 1971-2000, la température annuelle moyenne est de 10,2 °C, avec une amplitude thermique annuelle de 13,9 °C. Le cumul annuel moyen de précipitations est de 758 mm, avec 11,9 jours de précipitations en janvier et 8,2 jours en juillet. Pour la période 1991-2020, la température moyenne annuelle observée sur la station météorologique la plus proche, située sur la commune de Tillé à 11 km à vol d'oiseau, est de 11,0 °C et le cumul annuel moyen de précipitations est de 655,5 mm,. Pour l'avenir, les paramètres climatiques de la commune estimés pour 2050 selon différents scénarios d'émission de gaz à effet de serre sont consultables sur un site dédié publié par Météo-France en novembre 2022.

## Urbanisme

### Typologie
Au 1er janvier 2024, Oudeuil est catégorisée commune rurale à habitat dispersé, selon la nouvelle grille communale de densité à sept niveaux définie par l'Insee en 2022.
Elle est située hors unité urbaine. Par ailleurs la commune fait partie de l'aire d'attraction de Beauvais, dont elle est une commune de la couronne,. Cette aire, qui regroupe 162 communes, est catégorisée dans les aires de 50 000 à moins de 200 000 habitants,.

### Occupation des sols
L'occupation des sols de la commune, telle qu'elle ressort de la base de données européenne d'occupation biophysique des sols Corine Land Cover (CLC), est marquée par l'importance des territoires agricoles (97,1 % en 2018), une proportion identique à celle de 1990 (97,1 %). La répartition détaillée en 2018 est la suivante : 
terres arables (70,8 %), prairies (17 %), zones agricoles hétérogènes (9,3 %), forêts (2,9 %). L'évolution de l'occupation des sols de la commune et de ses infrastructures peut être observée sur les différentes représentations cartographiques du territoire : la carte de Cassini (XVIIIe siècle), la carte d'état-major (1820-1866) et les cartes ou photos aériennes de l'IGN pour la période actuelle (1950 à aujourd'hui).

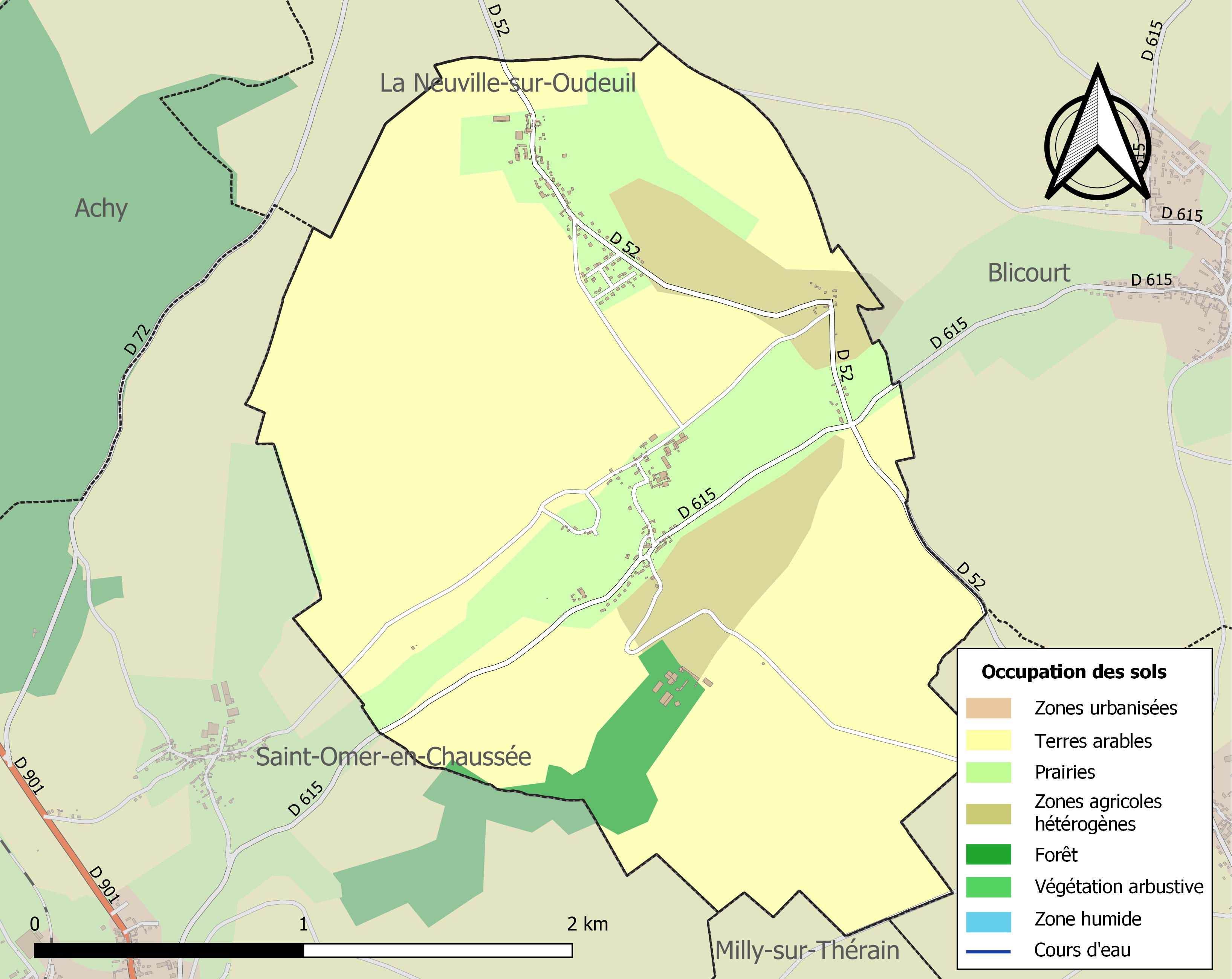
Carte des infrastructures et de l'occupation des sols de la commune en 2018 (CLC).

### Voies de communication et transports
La commune est desservie, en 2023, par les lignes 614, 616, 6104 et 6109 du réseau interurbain de l'Oise.

## Toponymie
Le nom de la localité est attesté sous les formes Holdour (1136) ; Odor (1138) ; Odour (vers 1145) ; Odeur (1145) ; Oldura (1146) ; Odores Si Martini (1151) ; Odours (1157) ; Odours Si Martini (1157) ; Oudenum (1157) ; Oldorium (1160) ; Odelerium (1170) ; Odorium (1171) ; Oudeur (1173) ; Oldour (1175) ; apud Oldeur (1188) ; de Odorio (1219) ; Odorium parvum (1237) ; Odorium Si Martini (1241) ; Oudeur Saint Martin (1248) ; Oudeur sainct Martin (1249) ; Odorum (1255) ; Obdorium (1270) ; Odorium villa (1276) ; apud Odorum (1307) ; Oudeliocus (vers 1310) ; Oudeul (1360) ; Oudeil (1450) ; Oudeul le petit (1454) ; capella de Ouderio (XVe) ; Oudeuil le petit (1520) ; Oudeuil l'Église (1550) ; Oudeuil (1667).

## Histoire
Lors des travaux de construction de la nouvelle mairie, un cimetière mérovingien a été découvert en décembre 2012.
L'ancienne route médiévale Paris-Abbeville passait par Oudeuil, ainsi que le pèlerinage catholique à sainte Clotilde.
La commune disposait d'une halte de chemin de fer sur la ligne Beauvais - Amiens, qui transporta les voyageurs de 1876 à 1939.

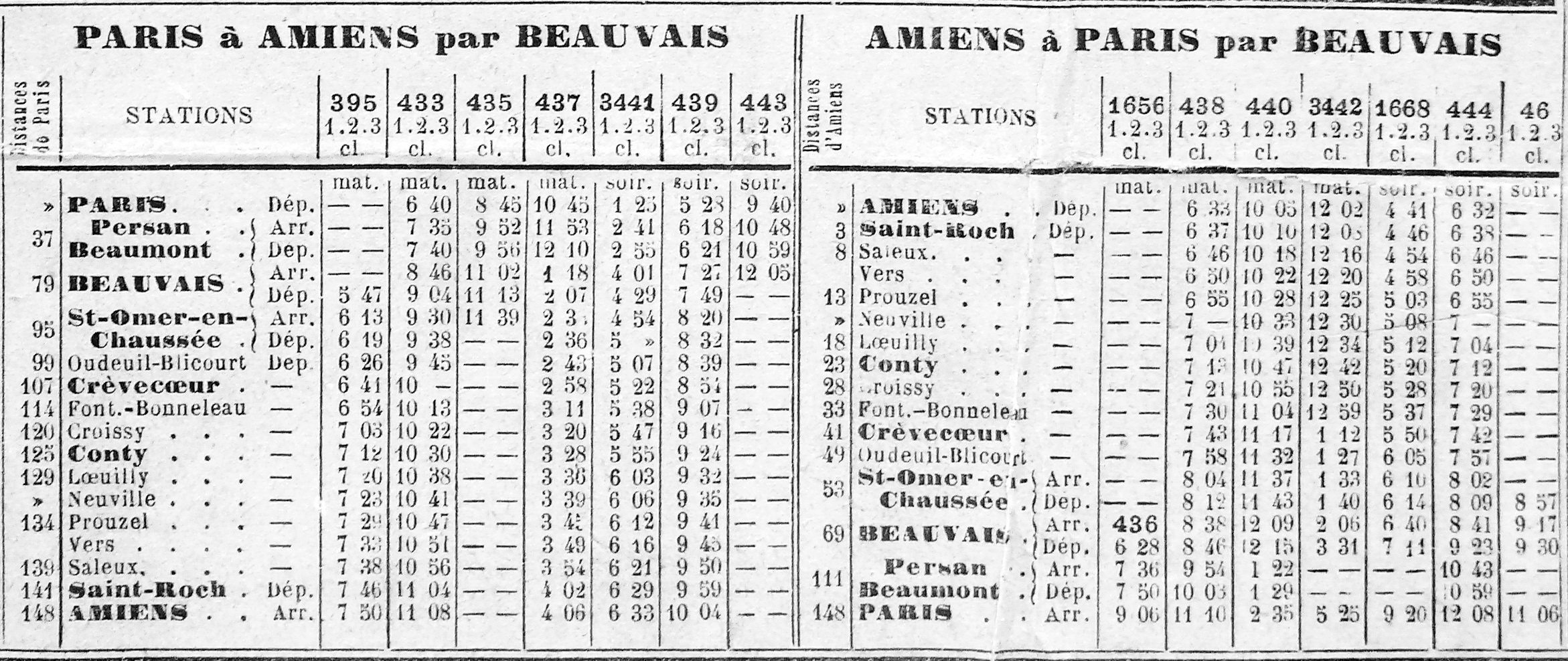
Horaires de la ligne Beauvais - Amiens en 1890.

## Politique et administration

### Rattachements administratifs et électoraux
La commune se trouve dans l'arrondissement de Beauvais du département de l'Oise. Pour l'élection des députés, elle fait partie depuis 1988 de la deuxième circonscription de l'Oise.
Elle faisait partie depuis 1793 du canton de Marseille-en-Beauvaisis. Dans le cadre du redécoupage cantonal de 2014 en France, elle intègre le canton de Grandvilliers.

### Intercommunalité
La commune est membre depuis 1997 de la communauté de communes de la Picardie verte, qui succède à plusieurs SIVOM, dont celui de Marseille-en-Beauvaisis (19 communes, dont Oudeuil, créé le 21 juillet 1965).

### Liste des maires
| Période                                  | Période                    | Identité        | Étiquette | Qualité                                      |
| ---------------------------------------- | -------------------------- | --------------- | --------- | -------------------------------------------- |
| Les données manquantes sont à compléter. |                            |                 |           |                                              |
| mars 2001                                | 2008                       | Gérard Lhermite |           |                                              |
| mars 2008                                | En cours (au 17 juin 2020) | Philippe Sys    |           | Agriculteur Réélu pour le mandat 2020-20260, |

## Population et société

### Démographie

#### Évolution démographique
L'évolution du nombre d'habitants est connue à travers les recensements de la population effectués dans la commune depuis 1793. Pour les communes de moins de 10 000 habitants, une enquête de recensement portant sur toute la population est réalisée tous les cinq ans, les populations de référence des années intermédiaires étant quant à elles estimées par interpolation ou extrapolation. Pour la commune, le premier recensement exhaustif entrant dans le cadre du nouveau dispositif a été réalisé en 2005.

En 2022, la commune comptait 294 habitants, en évolution de +13,08 % par rapport à 2016 (Oise : +0,87 %, France hors Mayotte : +2,11 %).
| 1793 | 1800 | 1806 | 1821 | 1831 | 1836 | 1841 | 1846 | 1851 |
| ---- | ---- | ---- | ---- | ---- | ---- | ---- | ---- | ---- |
| 355  | 352  | 425  | 367  | 364  | 361  | 330  | 330  | 298  |

| 1856 | 1861 | 1866 | 1872 | 1876 | 1881 | 1886 | 1891 | 1896 |
| ---- | ---- | ---- | ---- | ---- | ---- | ---- | ---- | ---- |
| 259  | 283  | 231  | 220  | 220  | 213  | 224  | 164  | 179  |

| 1901 | 1906 | 1911 | 1921 | 1926 | 1931 | 1936 | 1946 | 1954 |
| ---- | ---- | ---- | ---- | ---- | ---- | ---- | ---- | ---- |
| 161  | 199  | 169  | 157  | 147  | 141  | 138  | 126  | 131  |

| 1962 | 1968 | 1975 | 1982 | 1990 | 1999 | 2005 | 2006 | 2010 |
| ---- | ---- | ---- | ---- | ---- | ---- | ---- | ---- | ---- |
| 117  | 136  | 115  | 117  | 205  | 190  | 227  | 234  | 255  |

| 2015 | 2020 | 2022 | - | - | - | - | - | - |
| ---- | ---- | ---- | - | - | - | - | - | - |
| 261  | 284  | 294  | - | - | - | - | - | - |

#### Pyramide des âges
La population de la commune est relativement jeune.
En 2018, le taux de personnes d'un âge inférieur à 30 ans s'élève à 36,3 %, soit en dessous de la moyenne départementale (37,3 %). À l'inverse, le taux de personnes d'âge supérieur à 60 ans est de 20,0 % la même année, alors qu'il est de 22,8 % au niveau départemental.
En 2018, la commune comptait 138 hommes pour 132 femmes, soit un taux de 51,11 % d'hommes, largement supérieur au taux départemental (48,89 %).
Les pyramides des âges de la commune et du département s'établissent comme suit.
| Hommes | Classe d’âge | Femmes |
| ------ | ------------ | ------ |
| 1,4    | 90 ou +      | 0,0    |
| 3,4    | 75-89 ans    | 5,0    |
| 13,8   | 60-74 ans    | 16,5   |
| 21,4   | 45-59 ans    | 18,0   |
| 26,2   | 30-44 ans    | 21,6   |
| 11,7   | 15-29 ans    | 18,0   |
| 22,1   | 0-14 ans     | 20,9   |

| Hommes | Classe d’âge | Femmes |
| ------ | ------------ | ------ |
| 0,5    | 90 ou +      | 1,4    |
| 5,5    | 75-89 ans    | 7,6    |
| 15,6   | 60-74 ans    | 16,3   |
| 20,8   | 45-59 ans    | 20     |
| 19,4   | 30-44 ans    | 19,4   |
| 17,6   | 15-29 ans    | 16,2   |
| 20,6   | 0-14 ans     | 19,1   |

### Mairie
La commune s'est dotée d'une nouvelle mairie, inaugurée le 1er décembre 2014, et comprend un accueil périscolaire inutilisé, puisqu'il n'y a plus d'enfants scolarisés dans la commune. Les locaux ont donc été reconvertis comme salle communale, dans l'attente de la réouverture de l'école.

### Enseignement
La commune est en regroupement pédagogique intercommunal avec  Blicourt, Pisseleu et Lihus. Jusqu'à septembre 2014, Oudeuil accueillait les bambins de petite et moyenne sections de maternelle, mais les enfants concernés sont désormais scolarisés à Pisseleu, en raison d'un nombre insuffisant d'enfants.

## Économie
Son activité est presque uniquement agricole (céréaliculture intensive, lait, oléagineux)[réf. nécessaire].

## Culture locale et patrimoine

### Lieux et monuments
Le seul monument de la commune est l'église paroissiale Saint-Martin, avec son chœur roman et ses fonts baptismaux de la fin du XIIe siècle-début du XIIIe en pierre sculptée (classés monument historique).
De l'ancien château médiéval, demeure d'Anne de Pisseleu, maîtresse de François Ier, ne restent plus que quelques pierres.
L'ancienne gare, rachetée par la communauté de communes de la Picardie verte après la fin de l'exploitation ferroviaire, sera transformée en halte pédestre le long d'un chemin de randonnée pédestre à réaliser et sera une gare de la ligne de chemin de fer touristique du Train à vapeur du Beauvaisis, grâce à des financements du « contrat de ruralité » signé en 2017 par la CCPV.

### Personnalités liées à la commune
Le pape Jean Paul II a évoqué dans son discours du 22 octobre 1982[Lequel ?] la « magnifique participation populaire » pour la restauration de l'orgue de l'église paroissiale Saint-Martin[réf. nécessaire]. Cette restauration fut achevée deux ans plus tard.